# Мишина, Елена Петровна
Елена Петровна Мишина (род. 9 февраля 1941) — советская и российская актриса кукольного театра, педагог, народная артистка России (1994).

## Биография
Елена Петровна Мишина родилась 9 февраля 1941 года. Окончила музыкальную школу (класс фортепиано).
В 1962 году окончила студию при Горьковском театре кукол (педагог В. А. Лебский). После окончания студии с 1962 году стала артисткой театра. Владеет техникой перчаточных, тростевых и планшетных кукол.
Преподавала мастерство актёра в Нижегородском театральном училище.

## Награды и премии
- Заслуженная артистка РСФСР (26.04.1979).
- Народная артистка России (11.04.1994)[1].
- Медаль «За трудовое отличие» (1986).
- Лауреат театральной премии Нижнего Новгорода «Нижегородская жемчужина» (1997).
- Лауреат премии Нижнего Новгорода за роль Ханумы (2000).
- Премия имени Н. И. Собольщикова-Самарина.
- Дипломы «Творческая удача» фестиваля «Премьеры сезона» за роли Алёнушки - спектакль «Аленький цветочек», Слонёнка - спектакль «Слонёнок», Кошки - спектакль «Кошкин дом».
- Благодарственное письмо Законодательного собрания Нижегородской области.

## Работы в театре
- «Аленький цветочек» И. Карнауховой, Л. Браусевич — Алёнушка
- «Золотой ключик» А. Толстого — Буратино
- «Прелестная Галатея» - С. Дарваш, Б. Гадор — Галатея
- «Божественная комедия» И. Штока — Ева
- «Жирофле-Жирофля» Н. Адуева, А. Арто — Жирофле
- «Кошкин дом» С. Маршака — Кошка
- «Теремок» С. Маршака — Лиса
- «Руслан и Людмила» А.С. Пушкина — Людмила
- «Звёздный мальчик» О. Уайльда — мальчик, сын дровосека
- «Русалочка» Н. Гернет — морской конёк
- «По щучьему велению» Е. Тараховской — Несмеяна
- «Говорящий кувшин» А. Абу-Бакара — Ослик
- «Морозко» М. Шуриновой — Паша, заяц
- «Слонёнок» по сказке Р. Киплинга — Слонёнок
- «Сэмбо» Ю. Елисеева — Сэмбо
- «Волк и козлята» Н. Йорданова — Трещотка
- «Ханума» А. Цагарели — Ханума
- «Дикие лебеди» С. Прокофьевой, И. Токмаковой — Элиза